# Geertruydt Roghman
Geertruydt Roghman (auch: Roghmans; * 1625 in Amsterdam; † zwischen März 1651 und 1657 ebd.) war eine niederländische Zeichnerin, Kupferstecherin und Radiererin des Goldenen Zeitalters.

## Leben
Geertruydt (Giertje) Roghman wurde 1625 als ältestes von sechs Kindern in eine künstlerisch tätige Familie geboren. Ihre Mutter war Maria Savery (* 1598), Tochter des Malers Jacob Savery (1566–1603) (einige Quellen nennen fälschlich Roelant Savery), ihr Vater Henrick Lambertsz Roghman, ein Kupferstecher. Sie wurde am 19. Oktober 1625 getauft.
Ihr Bruder Roelant (* 1627) wurde Landschaftsmaler, ihre Schwester Magdalena (* 1637) ebenfalls Kupferstecherin.
Weitere biografische Daten über Roghman sind nicht bekannt – das letzte dokumentierte Lebenszeichen stammt von März 1651.
Von ihren Arbeiten sind 23 individuelle Blätter – Radierungen und Stiche – überliefert, ein Künstlerlexikon von 1910 enthält ein Verzeichnis. Eine Radierung, die ihren Vater Roelant Savery zeigt, stammt im Original von Paulus Moreelse. Eine Serie mit Landschaften und Dörfern in der Umgebung von Amsterdam als Motiv stach sie nach Zeichnungen ihres Bruders.
Bekannt ist Roghmann vor allem für ihre Serie von fünf Blatt Frauen und Mädchen bei häuslichen Beschäftigungen, die sie selbst entworfen und gezeichnet hatte. Diese wurden noch im 18. Jahrhundert kommerziell verlegt, woraus sich auf eine gewisse Popularität der Motive schließen lässt. 1898 wurden diese fünf Stiche auf der Nationale Tentoonstelling van Vrouwenarbeid (Nationale Ausstellung für Frauenarbeit) in Den Haag ausgestellt. Ein Motiv dieser Reihe wurde außerdem 1915 in dem Buch De vrouw von Hermine Moquette abgebildet.
Vier der fünf Motive zeigen die Frauen im Profil oder von hinten, so dass der Blick mit dem der Abgebildeten auf die durchgeführten Hausarbeiten gerichtet wird, nicht – wie etwa in vergleichbaren Motiven bei Vermeer oder Gerard Dou – auf die individuellen Gesichter. Ein Vergleich mit Vermeers Dienstmagd mit Milchkrug oder Junge Frau mit Wasserkanne am Fenster bietet sich an; eine Autorin schreibt Roghman einen direkten Einfluss auf Vermeer, dessen Werke zehn Jahre später entstanden, zu. Bei solchen – wenngleich verführerischen – Vergleichen der Werke Roghmans mit Vermeer oder Dou sei jedoch zu berücksichtigen, dass Roghmans Arbeiten für den „Massenkunstmarkt“, die der Maler jedoch hochpreisige Werke für einzelne Sammler waren, wie in einem Text des Metropolitan Museum of Art betont wird.

Frauen und Mädchen bei häuslichen Beschäftigungen.
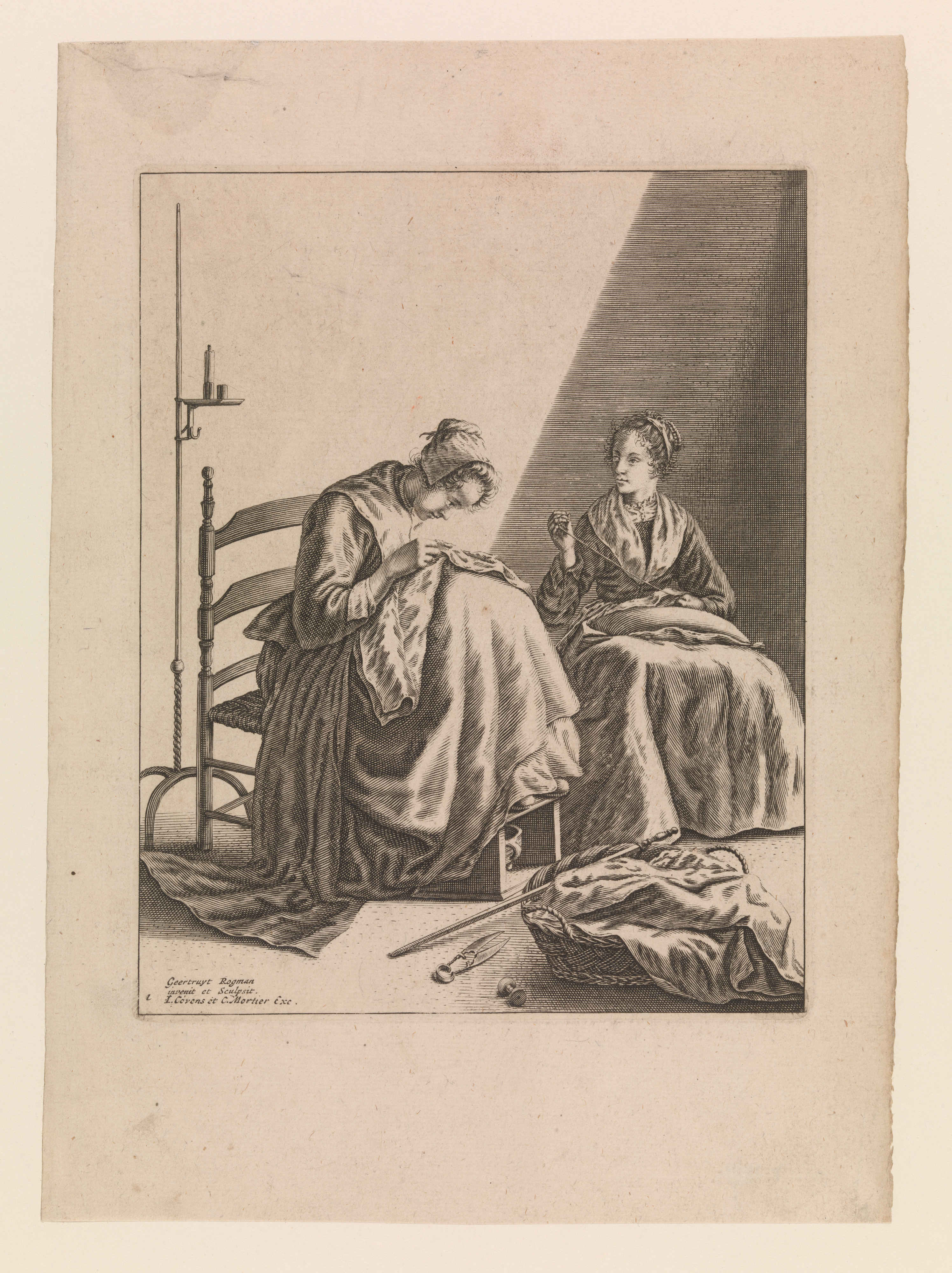
Blatt 1: Twee naaiende vrouwen (dt. Zwei nähende Frauen)
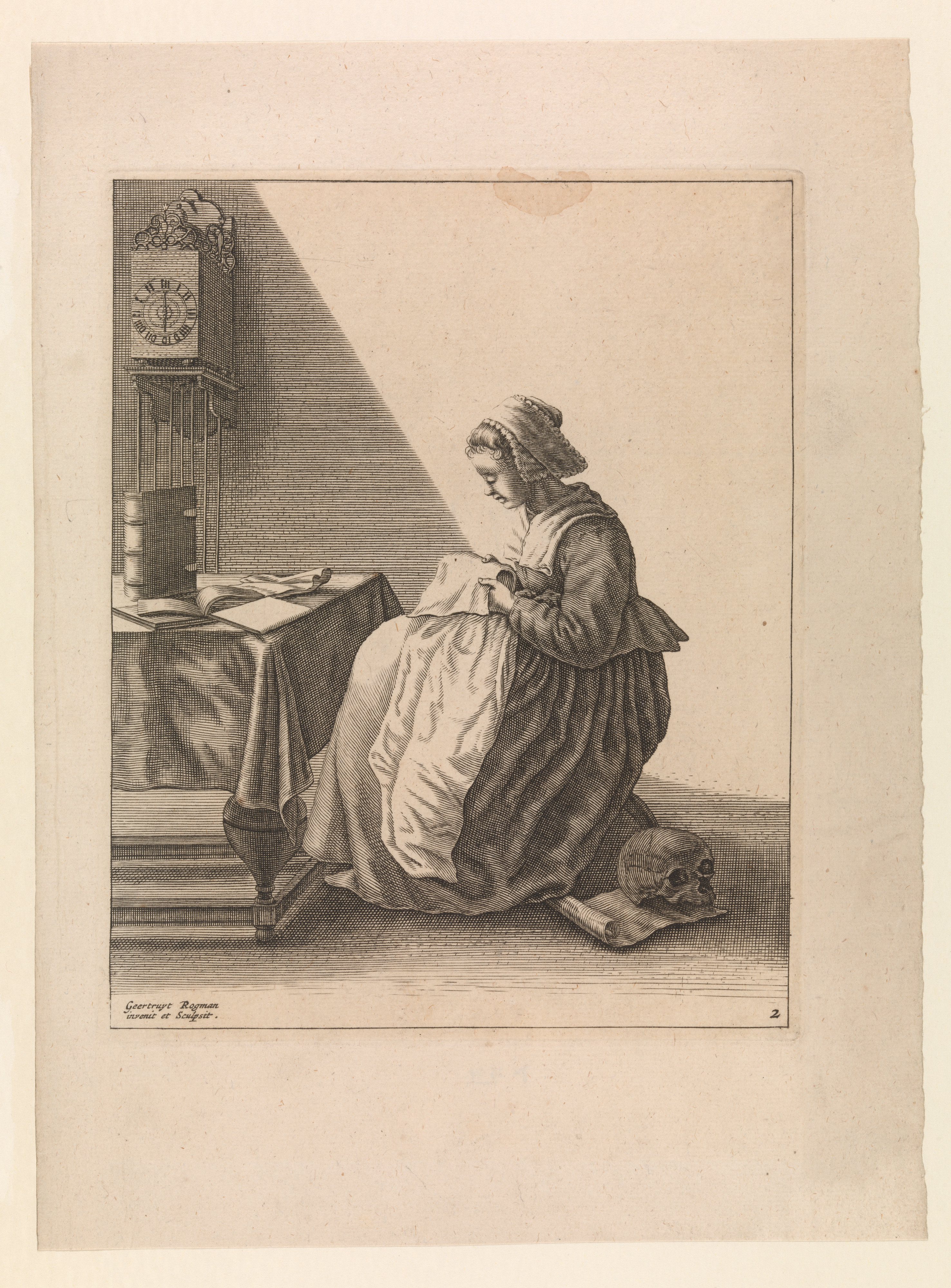
Blatt 2: Handwerkende vrouw (dt. Frau bei der Handarbeit)
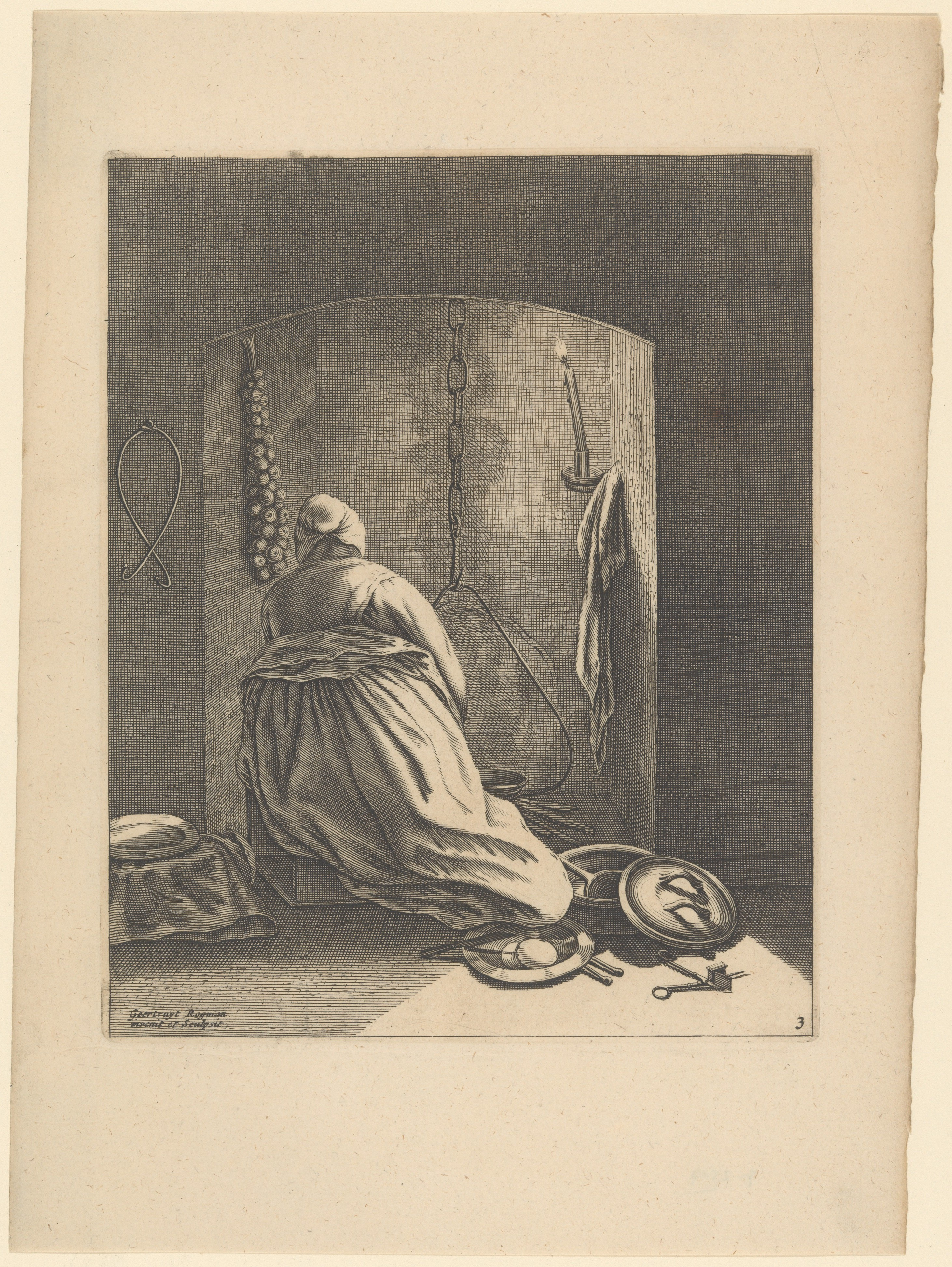
Blatt 3: Kokende vrouw (dt. Frau beim Kochen)
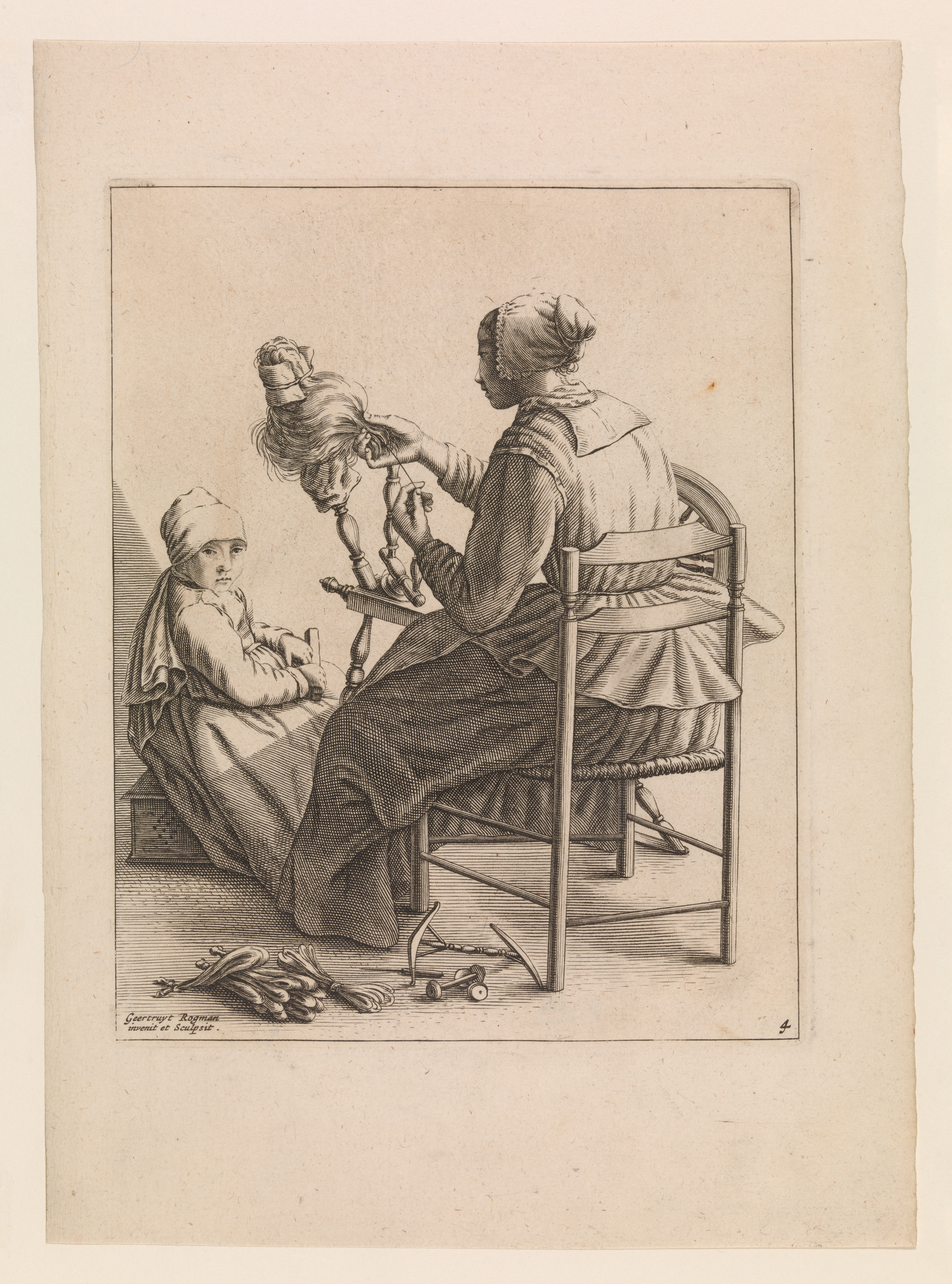
Blatt 4: Spinnende vrouw (dt. Frau beim Spinnen)
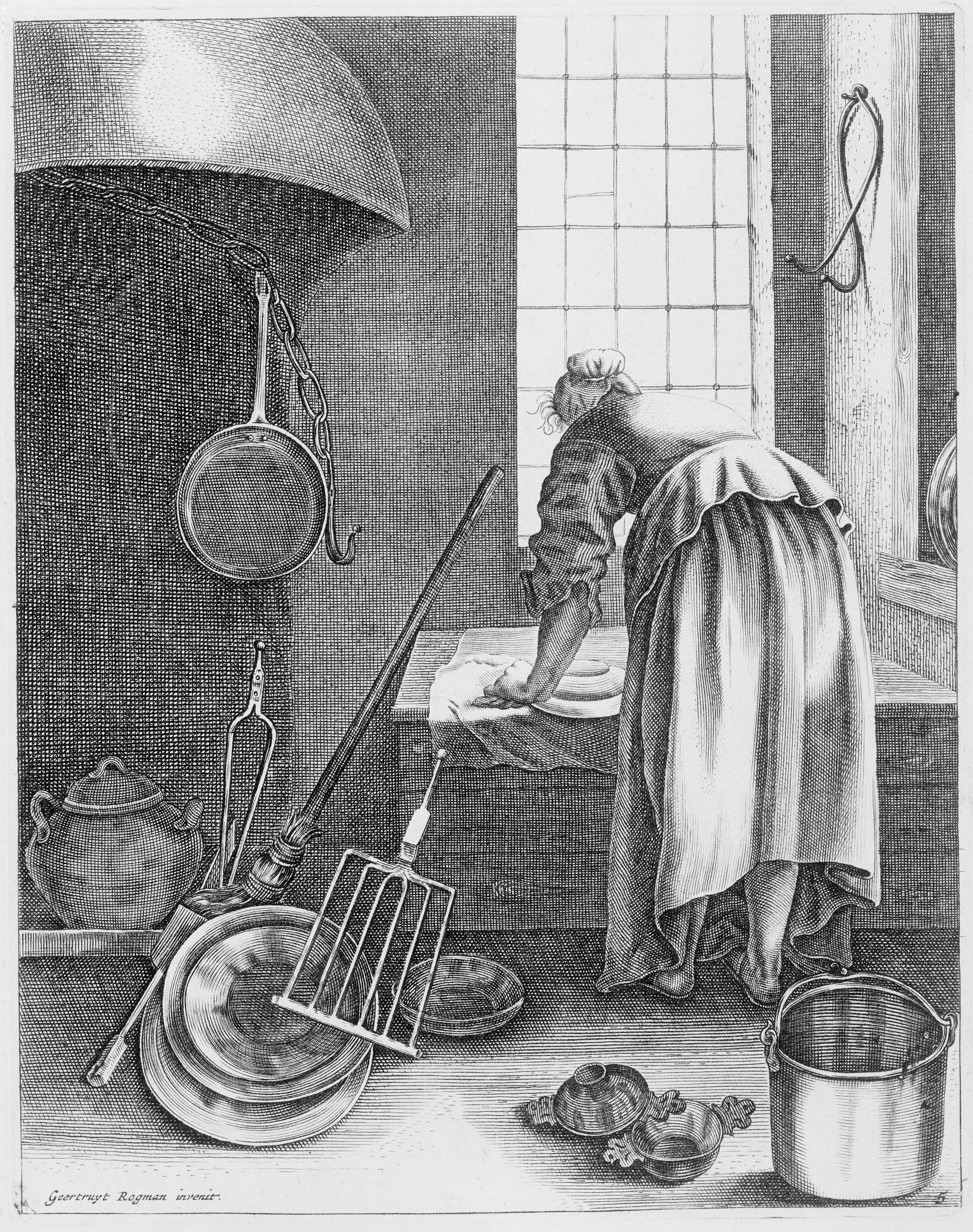
Blatt 5: Schoonmakende vrouw (dt. Frau beim Saubermachen)

Darüber hinaus werden Roghmans mehrere Zeichnungen zugeschrieben, von denen sich eine im British Museum in London befindet, eine 1991 bei Christie’s in Amsterdam und eine 2004 bei Lempertz in Köln versteigert wurde.
Ein Großteil der Drucke Geertruyt Roghmans befinden sich im Kupferstichkabinett des Rijksmuseums Amsterdam, andere im British Museum.

## Werke
Liste und Titel gemäß
Radierungen:
1. Der Kindermord. J. Robusti. (Tintoretto p.), Kopie nach  E.  Sadeler, Qu. fol.
2. Roland Savery, Maler. P. Moreelse p., datiert 1647, Fol.
3. T’Huys te Zuylen. Roelandt Roghman delineavit. Geertruydt Rochmans sculpsit. I. Mit der Adresse J. C. Visscher. II. Mit: Tot Amsterdam by Gerard van Keulen

Folge von 5 Blatt Frauen und Mädchen bei häuslichen Beschäftigungen. Geertruyd Roghman invenit et sculpsit. J. C. Visscher excudit.
1. Die Näherinnen
2. Die junge Näherin
3. Die Küchenmagd
4. Die Spinnerin
5. Die junge Scheuerfrau  (la  jeune Ecureuse).

Folge von 14 Blatt Landschaften.
1. Titelblatt: Plaisante Lantschappen ofte vermakelycke Gesichten na t' Leven geteekent door Roelant Rogman en gedruckt by J. C. Visscher. (Diese Platte ist von Nie. Visscher gestochen; von den übrigen sind mehrere mit G. R. bezeichnet);
2. De Oude Kerck tot Muyderbergh
3. De Nieuwe Kerck tot Muyderbergh
4. De Zeekant van Muyderbergh
5. Sloterdyck aent Schouw
6. Sloterdyck aen de Westkant
7. Sloter Kerck
8. Kerck tot Sloten
9. Het Dorp Amsterveen
10. t’Rechthuys tot Ouderkerck
11. Het Dorp Spaenvouw
12. Spaerwouw aen de laegewech
13. De Brugh tot Maersen
14. Het Dorp Muyderbergh.